# Palazzo dei Rossi d'Oltrarno
Palazzo dei Rossi d'Oltrarno è un edificio storico del centro di Firenze, situato in Oltrarno, in piazza dei Rossi 1. Sul retro ingloba la torre dei Rossi.
Il palazzo (il che ora ha valore solo per la parte superstite) appare nell'elenco redatto nel 1901 dalla Direzione Generale delle Antichità e Belle Arti, quale edificio monumentale da considerare patrimonio artistico nazionale. 

## Storia e descrizione

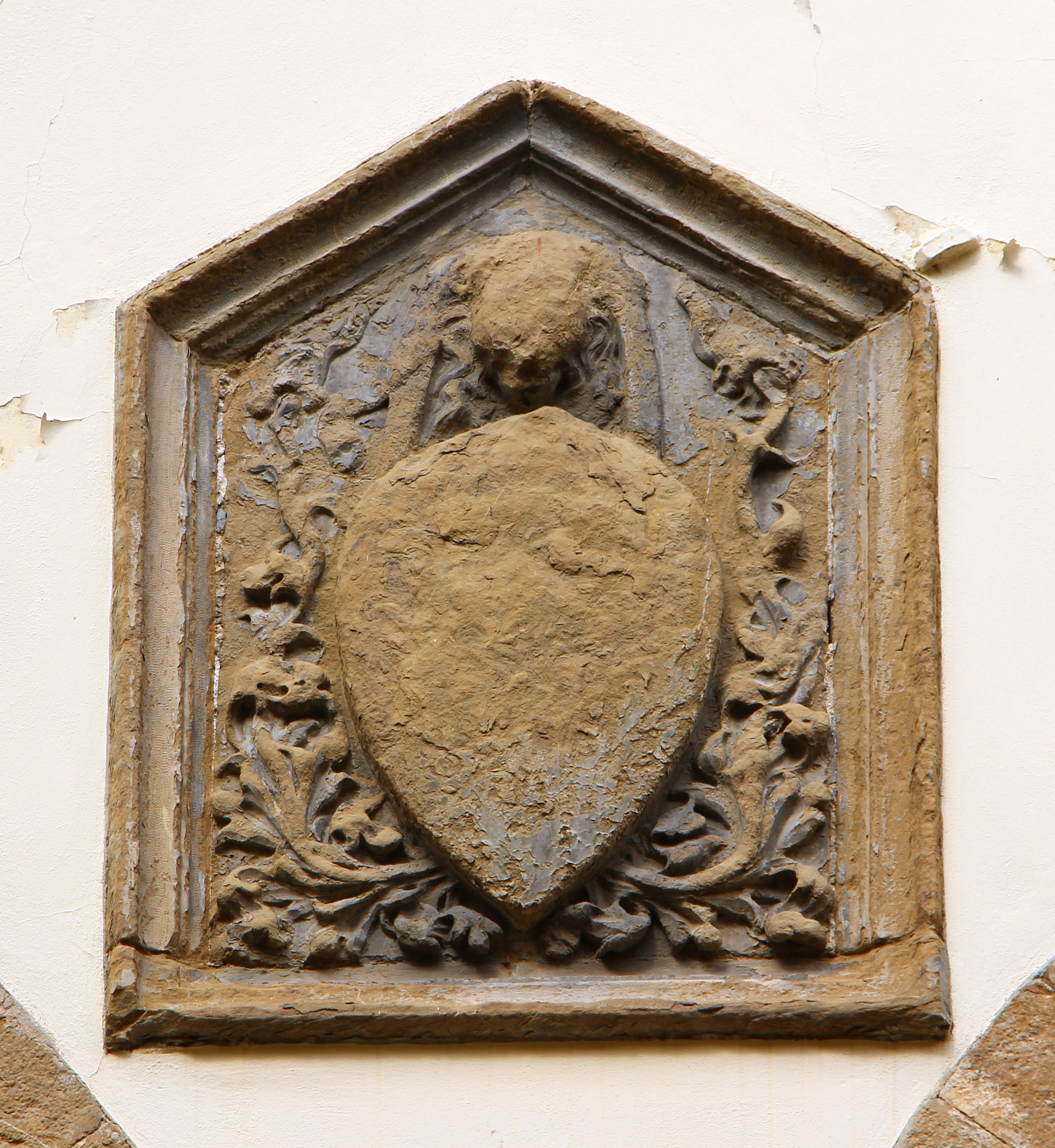
Stemma sulla facciata; per quanto lo scudo sia illeggibile, si sono conservate le vivaci decorazioni di contorno databili tra XIV e XV secolo

Con la denominazione di palazzo dei Rossi Walther Limburger indica un edificio che colloca in pianta sull'angolo tra via de' Guicciardini e piazza Santa Felicita, a occuparne tutto il fianco sinistro guardando verso la chiesa. Questo palazzo, che sempre Limburger segnala come trecentesco (ma che conobbe importanti opere di rinnovamento tra il 1481-1482 e e ancora nel 1494-1495 ad opera di Tribaldo de' Rossi, come documentato nel libro di muraglia studiato da Giuseppina Carla Romby 2012), fu distrutto dall'esplosione delle mine collocate dall'esercito tedesco in ritirata nell'agosto nel 1944, ed ora nello stesso luogo sorge un casamento moderno a sei piani che, come per molti altri edifici della zona ricostruiti a partire dagli anni cinquanta del Novecento, evoca comunque le caratteristiche dell'antico tessuto urbano grazie sia a un'altana sia a una serie di mensole in cemento che determinano un breve sporto. 
Tuttavia, oltre l'arco con il quale il corridoio vasariano sbocca su piazza Santa Felicita per trasformarsi in nartece della chiesa (non a caso noto come arco dei Rossi), si apprezza un ulteriore ampio edificio, con il prospetto organizzato su quattro piani più sette assi, più uno drasticamente tagliato dall'innesto del corridore. Questo palazzo è segnato al terreno da conci di pietra e forato da tre grandi archi a sesto acuto, quindi da un portale di carattere cinque seicentesco, e ancora da due ampi passi carrabili ad arco ribassato sempre seicenteschi. Il diverso carattere degli elementi al terreno è compensato dalla fila di finestre che si allineano al primo piano su una fascia marcadavanzale, incorniciati da bozze di pietra sfalsate. 
In questa porzione sarebbe quindi da riconoscere ciò che resta dell'estesa proprietà della famiglia guelfa dei Rossi d'Oltrarno, già ben radicata in questa zona nel Duecento (si pensi alla torre dei Rossi Cerchi in via de' Guicciardini al numero 2 rosso) e ancora, dopo la parziale distruzione delle loro torri e case operata dai ghibellini dopo la battaglia di Montaperti del settembre 1260) nel Trecento. 
All'altezza del piano nobile è un grande scudo di carattere trecentesco dal campo illeggibile. Altri scudi, più tardi, determinano le chiavi di volta dei due accessi carrabili: anche in questo caso l'erosione della superficie rende quasi illeggibili i campi, nei quali comunque si riconosce la presenza di un lambello e di un crescente tipico dell'arme Canigiani. Vicino al portale principale si nota anche una "I" entro un cerchio bianco: si tratta della segnaletica dipinta durante la seconda guerra mondiale per la protezione dei civili in caso di bombardamento e che, in questo caso, indicava la presenza di un idrante.
Nel 2008 sono state restaurate le facciate dell'intero complesso.

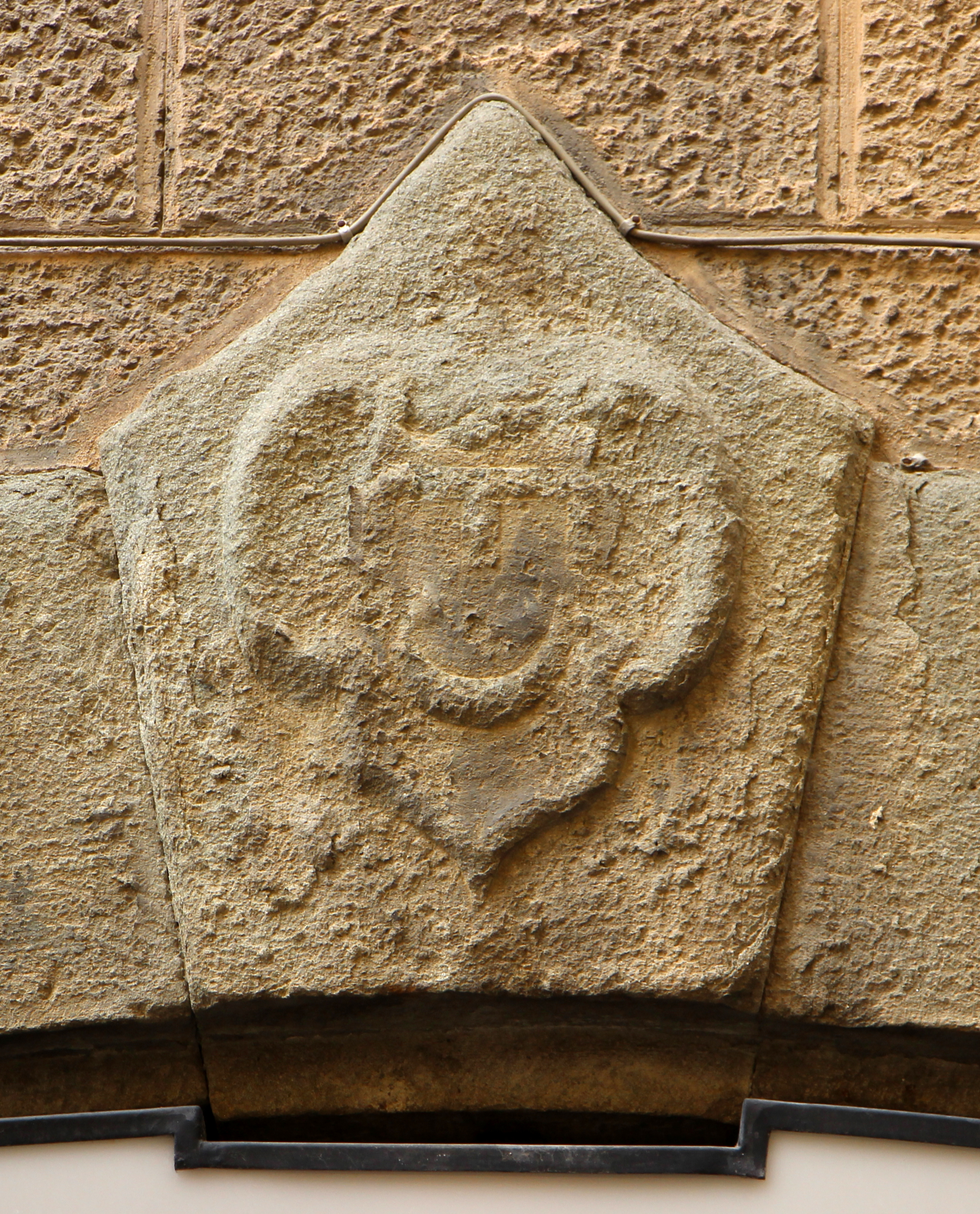
Stemma canigiani sulla rimessa
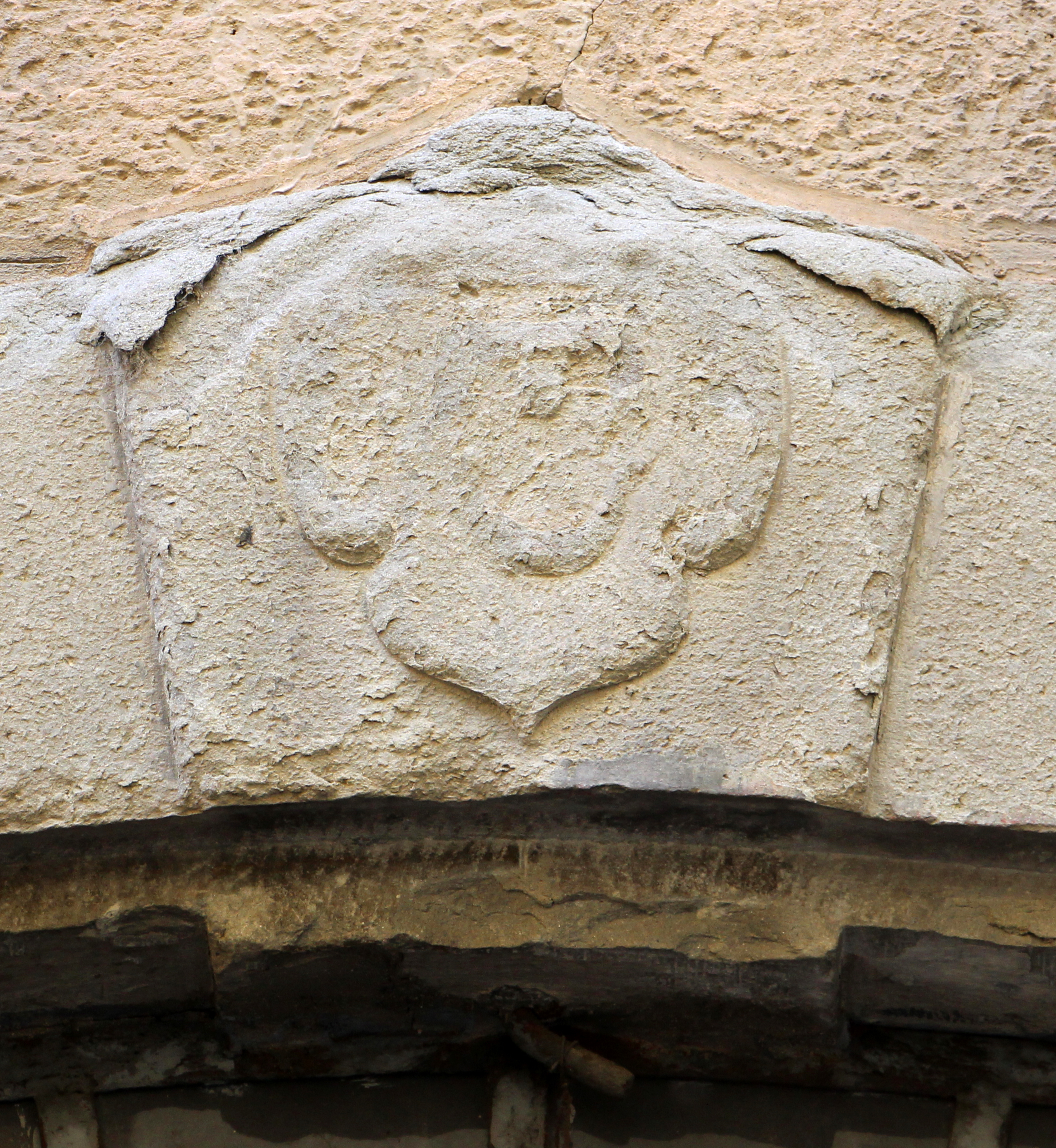
Stemma canigiani sulla rimessa
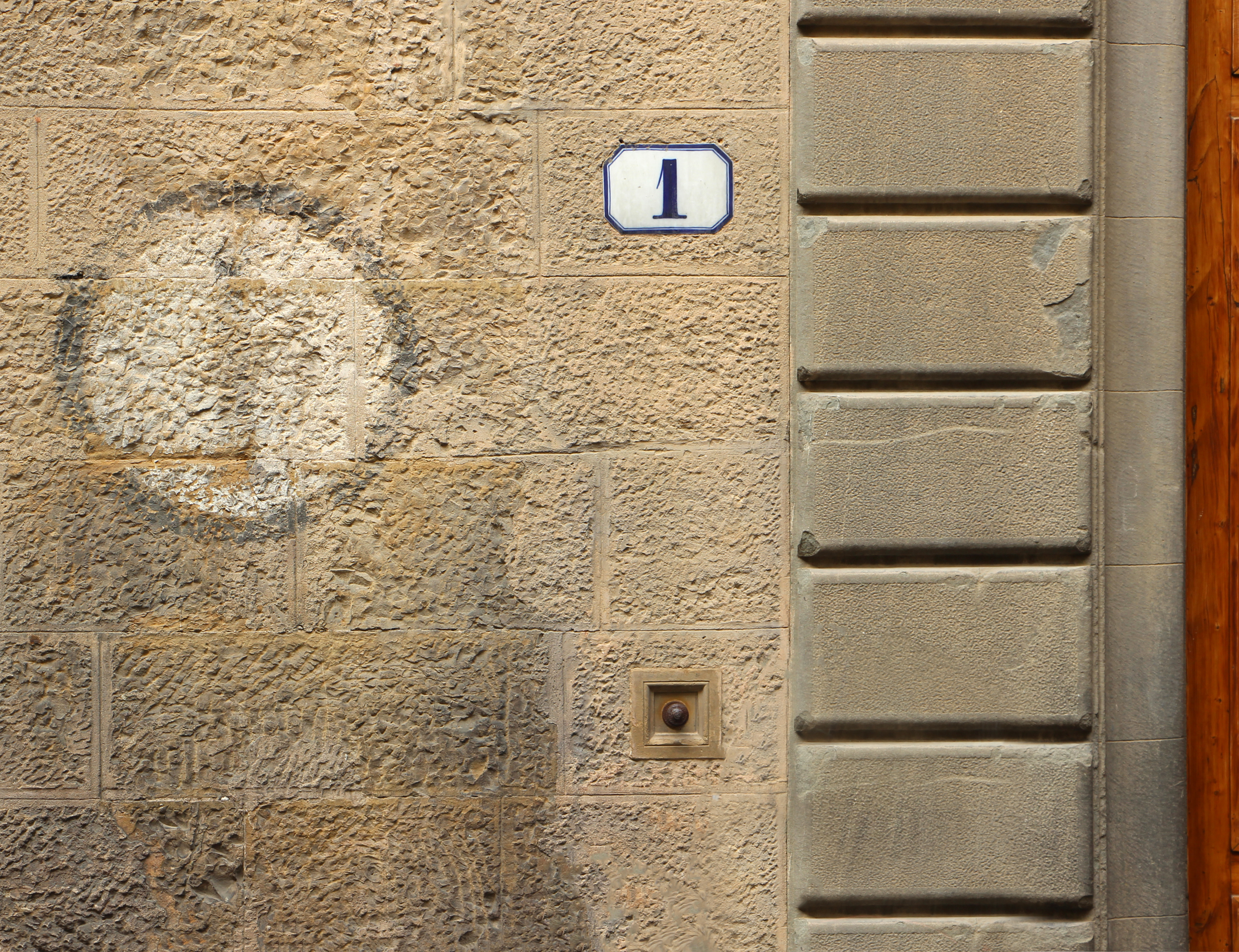
Segnale bellico di "idrante"
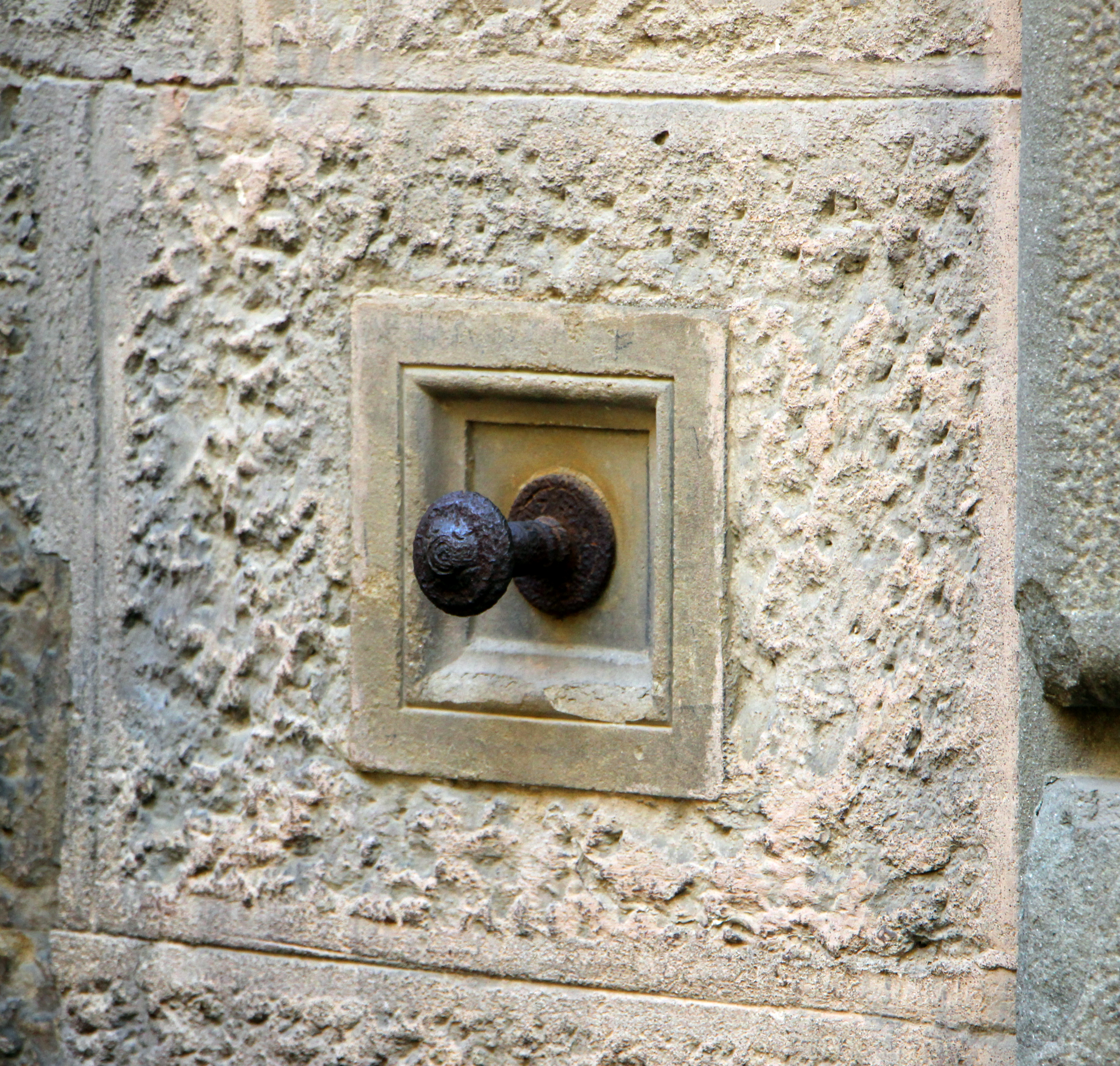
Campanello a tirare